# ハウフルス
株式会社ハウフルス（英語表記：How Full's）は、テレビ番組の制作プロダクション。
テレビディレクターの菅原正豊が代表取締役社長を務める。

## 概要
1973年5月、菅原正豊ら3人がPR代理店「フルハウス」を設立。1978年に制作会社として「フルハウステレビプロデュース（略称：フルハウスTVP）」設立し、1991年に「ハウフルス」に社名変更して現在に至るが、フルハウスとは現在もグループ会社として関係を持つ。
テレビ番組の制作業務を主に手がけており、その他各種イベント・展示の企画やCF・ビデオパッケージの企画などを行っている。
全日本テレビ番組製作社連盟に加盟している。

## 所属スタッフ

### 企画・スーパーバイザー
- 菅原正豊（社長）

### チーフプロデューサー
- 高浦康江（取締役）
- 清水紀枝（執行役員）
- 増田君儀（株式会社ミックビジョン代表取締役 兼務）

### プロデューサー
- 菅原茂友（副社長）
- 尾形香代
- 岩崎晃恵
- 河村圭子
- 伊藤考宏
- 佐藤実
- 田中優
- 平光綾
- 藤枝祐一郎

### プロデューサー・ディレクター
- 山口哲生

### 制作プロデューサー
- 丸山智子

### 総合演出
- 津田誠（取締役）

### 演出・チーフディレクター
- 山田謙司（執行役員）
- 川崎大志
- 大澤哲也
- 佐藤和彦
- 堀江昭子

### アシスタントプロデューサー
- 遠藤美加子

### ディレクター
- 田島浩之
- 新川雅史
- 時崎豊
- 春田英和
- 林洋介
- 椿原宏史
- 大谷克也
- 山泉健
- 山元豊洋
- 岡田至功
- 高橋亮
- 森大介
- 望月創
- 花井純大朗
- 中村小市郎
- 葺屋香乃子
- 品田尚孝
- 石田陽希
- 日髙慎一朗

## 元所属スタッフ

### プロデューサー
- 村松宏（現：株式会社スパイラルエンタテインメントジャパン社長）
- 竹田幸市（現：株式会社MNW社長）
- 増田俊二郎（現：株式会社サルベージ社長）
- 田岸宏一（現：株式会社クロスエイト社長）

### 演出・チーフディレクター
- 千葉昭
- 佐藤浩仁（現：株式会社仁プロデューシング 社長）
- 和久津一成（現：株式会社ダブルアップ 社長）
- 永井宏明（現：unit 社長）
- 松浦健太郎（現：AbemaProduction チーフプロデューサー・演出家）

### AD
- 室岡ヨシミコ（脚本家、映画監督、小説家）

## 主な制作作品

### テレビ番組
「フルハウスTVP」時代を含む。